# Lepidisis nuda
Lepidisis nuda is een zachte koraalsoort uit de familie Isididae. De koraalsoort komt uit het geslacht Lepidisis. Lepidisis nuda werd in 1889 voor het eerst wetenschappelijk beschreven door Wright & Studer. 